# Lea-Francis

Lea-Francis (Лі-Френсіс) — з 1895 року англійський виробник велосипедів, мотоциклів та автомобілів. Штаб-квартира розташована в місті Ковентрі. У 1937 році компанію купує Джордж Лік. У 1963 році компанія припинила виробництво автомобілів.

## Річард Генрі Лі та Грем Інглесбі Френсіс. Заснування компанії
У 1895 році Річард Генрі Лі покинув своє робоче місце в велосипедній фірмі Singer & Co, в якій він пропрацював 7 років. Лі вирішує зайнятися виробництвом велосипедів в парі з Гремом Інглесбі Френсісом, який також до цього працював у велосипедній сфері, компанія Auto Machinery Co випускала деталі для них.
У травні 1896 вони засновують фірму Lea & Francis Ltd. Вони починають будувати дорогі велосипеди на замовлення, які продаються під маркою «Lea», з 1899 року було вирішено продавати свою продукцію як «Lea-Francis».

## Початок виробництва автомобілів
У 1903 році компаньйони вирішили увійти до автомобільного ринку, для цього вони засновують нову фірму — Lea and Francis Motor Syndicate Ltd. Для роботи над новим проектом наймається Олександр Крейг, першою роботою якого була побудова 3-циліндрового автомобіля для фірми Maudslay, тому не дивно, що первісток «Лі-Френсіс», який був представлений в 1904 році на Crystal Palace Show, так був технічно схожий на «Maudslay». Машина мала цікаву особливість — 3.7 л 15-сильний мотор розташовувався під підлогою кузова максимально близько до задніх коліс, так що не було потрібно довгих ланцюгів для приводу колеса. Розподільчий вал мотора мав верхнє розташування і механічний привід клапанів, що було дуже інновативно для початку століття.
Всього було побудовано 3 таких машини під власною маркою, після чого ці машини стали будуватися під маркою «Singer» для колишнього роботодавця Лі, який викупив ліцензію на неї.

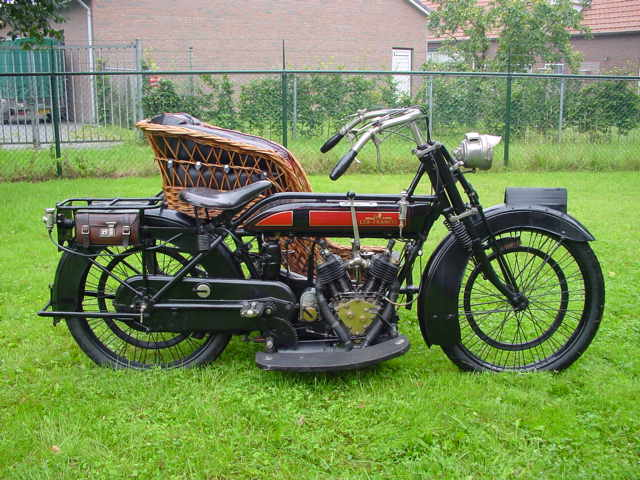
Lea-Francis V-Twin

У 1906 році договір закінчився, і компанія припинила виробництво автомобілів, зосередившись на велосипедах, але в 1911 році почала виробляти мотоцикли з використанням моторів від фірми JAP. Мотоцикли фірми, так само як і велосипеди, були класу люкс, в яких використовувалися тільки дорогі вузли, до речі, на мотоцикли фірма перейшла під тиском синів засновників — Нормана Лі і Дона Френсіса.
Після Першої світової, в 1919 році, фірма продовжила випускати мотоцикли, які припинила виробляти в 1916 році, переключившись на військову продукцію. В цей же час на раді директорів було вирішено знову почати виробляти автомобілі. Цього разу машину розробив Артур Алдерсон, колишній інженер фірми «Singer». 2-літровий мотор мав податкову потужність в 11.9 к.с. і оснащувався 4-ступінчастою коробкою передач, але оскільки ніякої рекламної компанії не було, то вдалося реалізувати всього 6 таких автомобілів, плюс ще один з кузовом пікап працював як складський в самій фірмі «Лі-Френсіс» майже до середини 30-х, а так машини пропонувалися своїм клієнтам в 2-місному варіанті, кузови хоч і були спроектовані Річардом Лі, але поставлялися фірмою Avon.
Після реалізації 6-ти автомобілів в 1919 році фірма серійно не будувала автомобілі до 1922 року, проте було сконструйовано три прототипи: перший був спроектований Річардом Лі і мав 2-циліндровий мотор повітряного охолодження, кузов був запозичений у автомобіля марки Vulcan, цим прототипом півтора року користувався інший син Річарда Лі — Алан; другий автомобіль був побудований Алдерсоном, мотор також був 2-циліндровим, але цього разу рідинного охолодження, фірми Bradshaw, об'ємом всього 700 кубів, він був найменшим автомобілем у світі з 4-ступінчастою коробкою передач; третій прототип також був побудований Алдерсоном, але вже мав 4-циліндровий 1.1 л двигун Coventry-Simplex і 3-ступінчасту трансмісію, останній прототип був представлений на автошоу в 1922 році як С Type, під час шоу замовили навіть 4 машини, але жодна не була доставлена клієнтам.
У грудні 1922 року на роботу наймають інженера Чарльза Ван Еуегена, голландця за походженням, який встиг попрацювати у фірмах Simplex, Daimler і Swift. У завдання йому дається удосконалити C Type. Він переробляє передній міст і підвіску, готові прототипи також переробляються, і в підсумку продається 90 автомобілів. Як додаткове обладнання до цієї машини пропонувався стартер, який коштував 15 фунтів, що становило 1/15 від загальної ціни на базовий автомобіль.
У 1923 році лондонський дистриб'ютор фірми — Уордман, який крім продукції Lea-Francis представляє й інтереси фірми Vulcan Motors Ltd., зводить своїх обох партнерів один з одним. А поки ті ведуть переговори, Ван Еуген модернізує модель C і створює на її базі D Туре 9.8HP. Нова модель отримала 1.25 л 19-сильний мотор фірми Meadows, 3-ступінчаста трансмісія також була від Meadows, шасі машини також піддалися ревізії. Кузови вже не обмежувалися 2-місними варіантами, також зросла кількість їхніх постачальників, кузови будували: Robinson, Avon і Motor Bodies. Ці машини базово оснащувалися стартером, генератором і електричним освітленням, на відміну від своїх попередників.
У 1924 році в каталоги додається модель E Type, який був оснащений тим же мотором 1.25 л, тільки мав подовжену базу коліс, деякі посилення шасі, радіатор машин збільшився на 5 см в ширину. Закриті кузови поставлялися новим партнером — фірмою Vulcan, за що ті отримують нову 4-ступінчасту коробку передач і рульове управління, розроблене Ван Еугеном. 4-ступінчасту коробку передач тепер стали ставити за замовленням і на D Type. Разом з E з'являється модель F, яка від попередньої відрізняється 3-ступінчастою коробкою передач і 2- або 4-місними відкритими кузовами роботи фірм Avon або Robinson, тобто фактично це здешевлений варіант моделі Е.
У 1924 році Королівський Автомобільний Клуб проводить 6-денні випробування малолітражних автомобілів в Уельсі, серед тестованих був і D Type. Під час тестів проводяться виміри витрати палива, масла, фіксуються всі вимушені зупинки, надійність гальм в цій горбистій місцевості. Машина від «Лі-Френсіс» показує себе з найкращого боку, за що хтось із учасників випробувань пише пальцем на кузові: «Чародій з гори Bwlch-y-Groes».
У цьому ж році Lea-Francis, випустивши всього 1500 мотоциклів за минулі 13 років, вирішує припинити їх виробництво і всі зусилля докласти до автомобільного бізнесу. У грудні 1924 року з'являється найдорожча модель — Н Type, яка була побудована на базі E Type. Мотор від Meadows мав тепер об'єм у 1.5 л, розвиваючи 38 сил, з цим мотором ця машина могла вже розганятися до 100 км/год, проти 80 км/год, які були доступні 1.25 л моделі. Як опцію до цієї машини можна було замовити і передні гальма, але якщо інші машини випустили в кількостях від 100 до 400 примірників, то модель Н знайшла всього 25 покупців.
У 1925 році на скороченому шасі моделі F починають збирати G Type, машина повинна була стати найбільш доступною у виробничій програмі фірми. Ця серія мала тільки 2-місні кузови фірм Robinson і Cross & Ellis. За аналогією з «Фордом» цю машину фарбували тільки в один колір, але не в чорний, як «Форди», а в блакитний, салон був оброблений синьою шкірою.
У 1925 році Еуген готує багато моделей, які, по суті, відрізняються один від одного розміром шасі і моторами. Таким чином з'явилися моделі I, J, K, L, M та інші. До речі, L Type став першою спортивною машиною цієї марки, потужність 1.5 л мотора була доведена до 52 к.с., і автомобіль, оснащений гальмами всіх коліс з підсилювачем системи «Девандре», амортизаторами всіх коліс і спортивним кузовом, міг розвивати вже прийнятні для того часу 115 км/год.

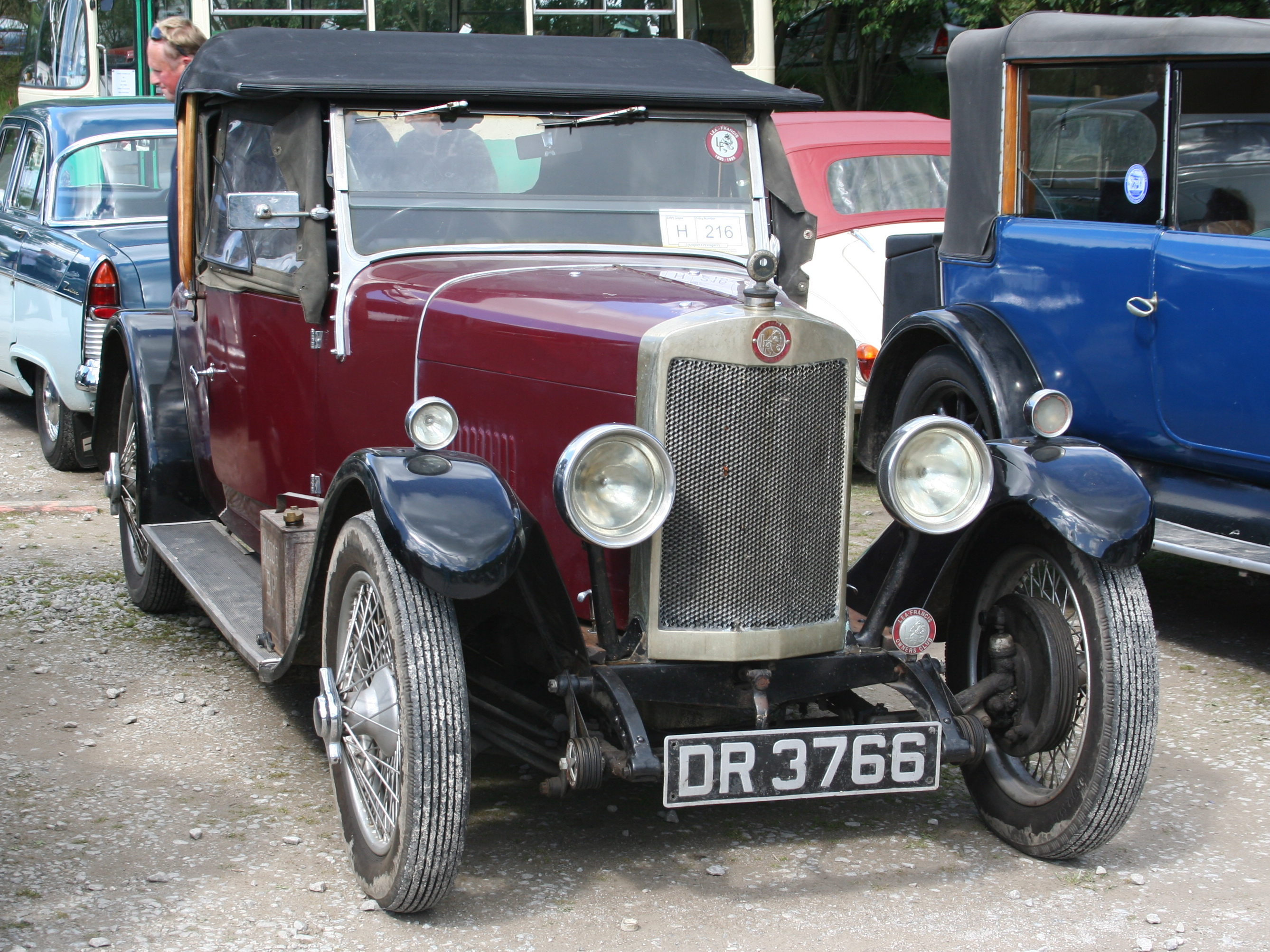
Lea-Francis Kirkstone

У 1926 році у співпраці з фірмою Vulcan будуються і продаються такі машини, як Lea-Francis Kirkstone. Ця машина, яку будували в «Вулкан», оснащувалась 1.5 л мотором фірми Anzani, якими комплектувалися, крім іншого, такі марки, як: AC, Frazer-Nash або Morgan. Це була важка машинка, яка непогано оснащувалася, так у неї серійно були: багажний кофр, електричні фари, електричні сигнали, склоочисники і друге вітрове скло для задніх пасажирів.

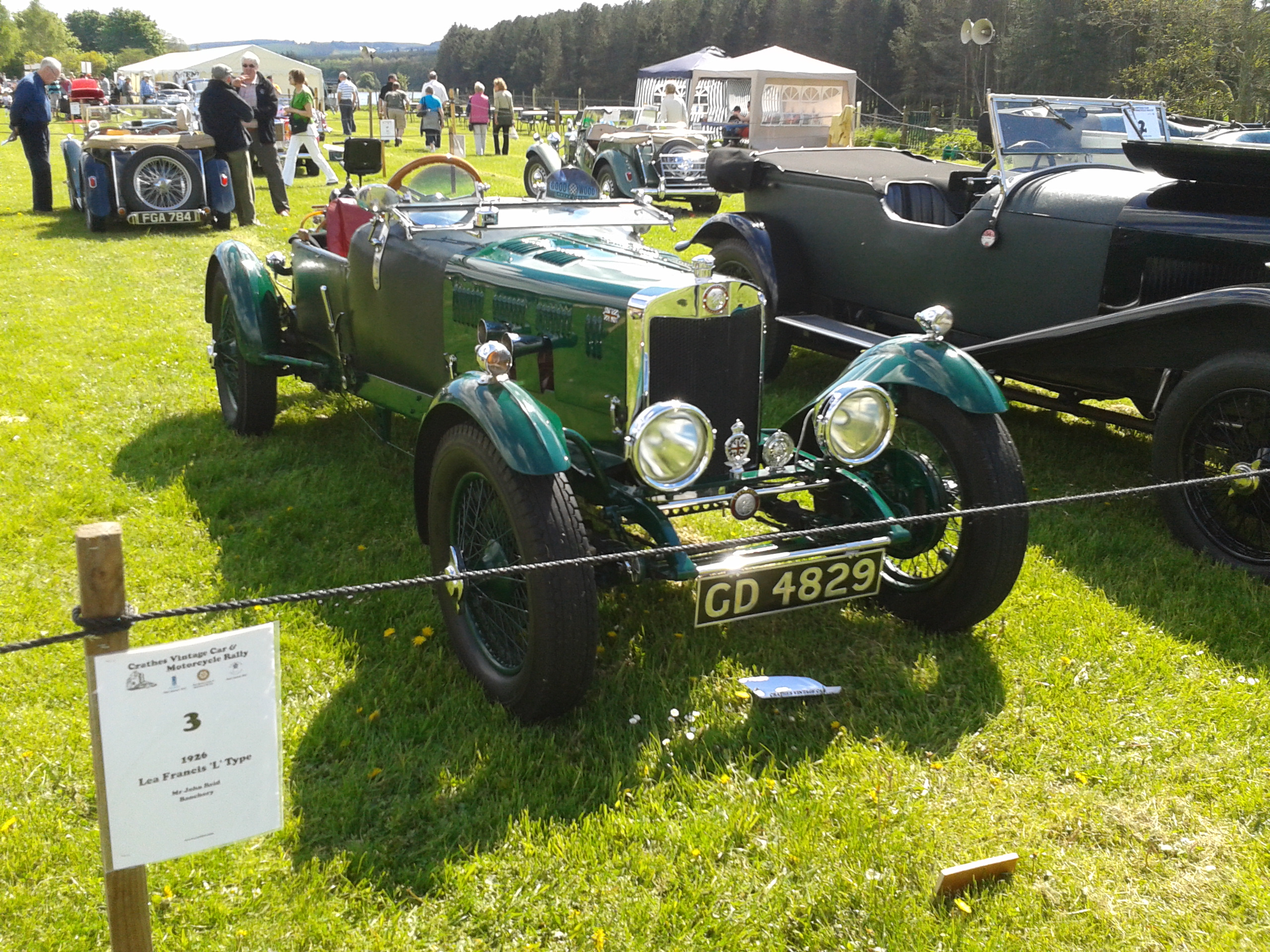
Lea-Francis L Type

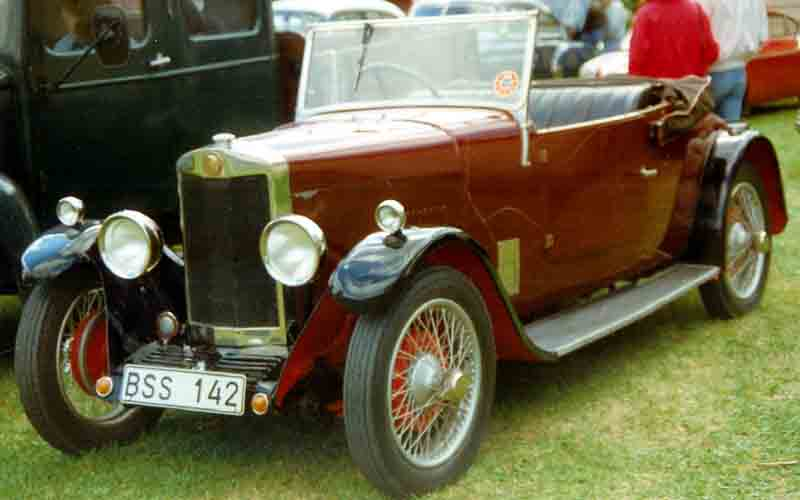
Lea-Francis P Type

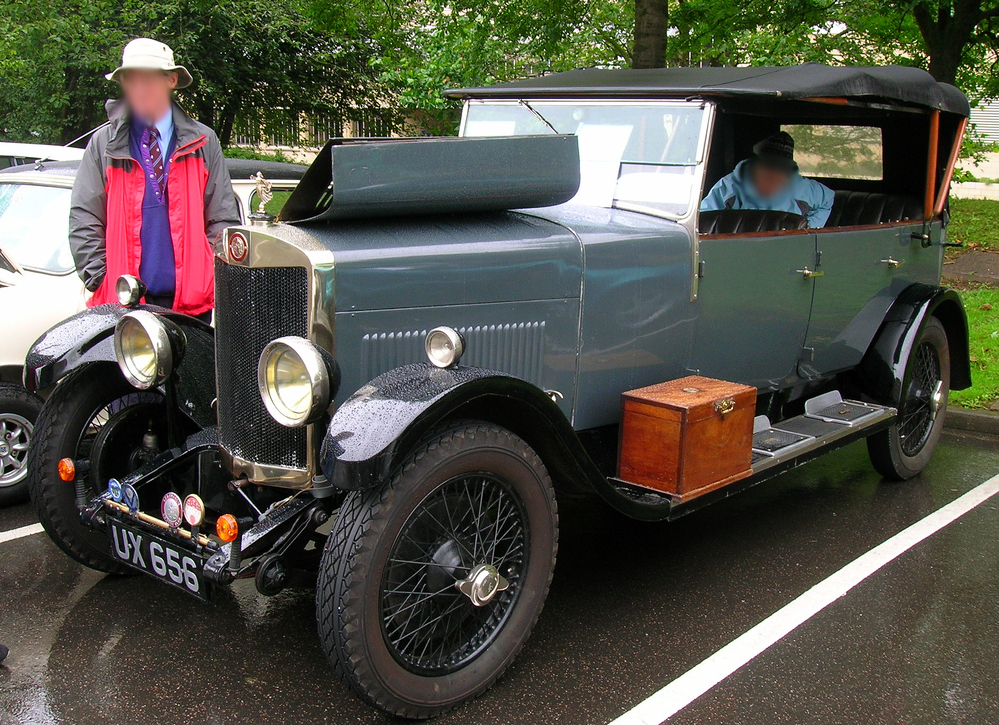
Lea-Francis 1LFS

У серпні 1926 року фірма будує на шасі L Type спортивну версію Lea-Francis Special, за машиною пізніше закріпиться інша назва — «Лобстер». Мотор був 1.5 л 52-сильний, але кузов роботи Cross & Ellis був одномісним, радіатор був нахилений на 15 градусів, коробка передач була розташована по центру кузова, що було нетипово для автомобілів цієї марки. Однак через місяць на Брукландс була виставлена машина з іншою технічною начинкою, замість мотора фірми Meadows був встановлений 1.5 л мотор Anzani, оснащений механічним компресором фірми Berk, але, на жаль, пройшовши половину шляху, машина капітулювала через поломку компресора. В кінці року на шасі цієї машини встановили 1.5 л мотор Meadows, оснащений компресором фірми Cozette.
Ще одним плодом бедж-інжинірингу стала модель 1LFS 14/40НР, яку випускала фірма-партнер Vulcan Engineering. Ця машина оснащувалася 1.7 л 6-циліндровим мотором, потужністю 45 к.с., головною особливістю була наявність двох розподільчих валів, тобто системи DOHC. Однак мотор машини, яка могла розвивати 100 км/год, мав одну суттєву проблему — масляний насос не справлявся зі своєю роботою, так що мотор, що вийшов з ладу, був не рідкістю, в 1927 році фірма Vulcan Engineering доопрацювала мотор і попутно збільшила його об'єм до 2-х літрів, що дозволило зняти з нього 60 сил, ця машина називалася 2LFS 16/50НР.
У 1927 році Ван Еуген конструює нові шасі, вони стали ширшими (також і колія коліс стала ширшою) і довшими, на які він встановлює 1.5 л мотори Meadows. Модель P Type була оснащена одним карбюратором і розвивала 38 сил, а потужніша 52-сильна версія отримала назву O Type і була оснащена двома карбюраторами «Зеніт», така машина була значно дорожчою монокарбюраторної, що позначилося і на її популярності, так перших було випущено майже 1100 примірників, в той час як О — всього 55.

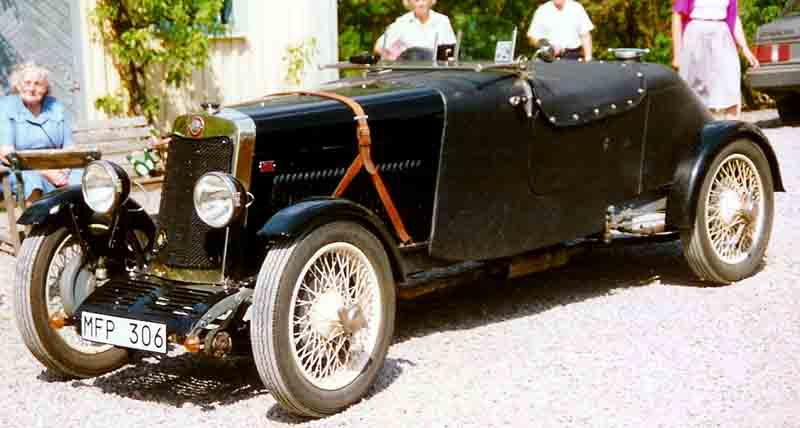
Lea-Francis S Type 12/50HP TT

Тоді ж після експериментів з «Лобстером» з'являється громадянська серійна компресорна модель, якій судилося стати першим британським серійним автомобілем, оснащеним компресором. S Type, або як його назвав народ — Hyper, був побудований на нових шасі від моделей Р/О, на які встановили 1.5 л мотор з компресором Cozette, з ним мотор видавав 61 к.с. в цивільній версії і майже 80 в спортивній. Різниця між S і P полягала також в наявності вакуумного підсилювача гальм, чого не було у атмосферних машин. Також зовні ця машина відрізнялася від атмосферних похилою решіткою радіатора, ідея якої була запозичена з «Лобстера». У варіанті зі спортивним кузовом ця машина могла розвивати до 180 км/год, в той час як седан міг їхати зі швидкістю в 135 км/год, що теж було аж ніяк не мало для того часу. Ця машина використовувалася любителями поганяти на трасі, так в 1928 році машина прийшла першою в Ards Touring Trophy в Ірландії, також була здобута перемога в Ольстері, і здобуті інші призові місця в інших заходах.
Наприкінці 20-х модель Р/О була модернізована, ці машини отримали похиле розташування радіатора, як у компресорних моделей, вони стали відомі як V і W Type.
У 1929 році фірма бере участь у 24-годинних перегонах Ле-Мана, Кеннет Пікок і Семмі Ньюсом приходять 8-ми в загальному заліку після 4-х «Бентлі», на яких виступають «Бентлі Бойз», одного «Штутц Біркет» з 5.3 л мотором і 2-х «Крайслерів» моделей 75 і 77, також з моторами більше 4-х літрів, тим самим прийшовши першими у своєму класі, причому, екіпаж, який посів друге місце в їхньому класі, відстав на 800 км від них.

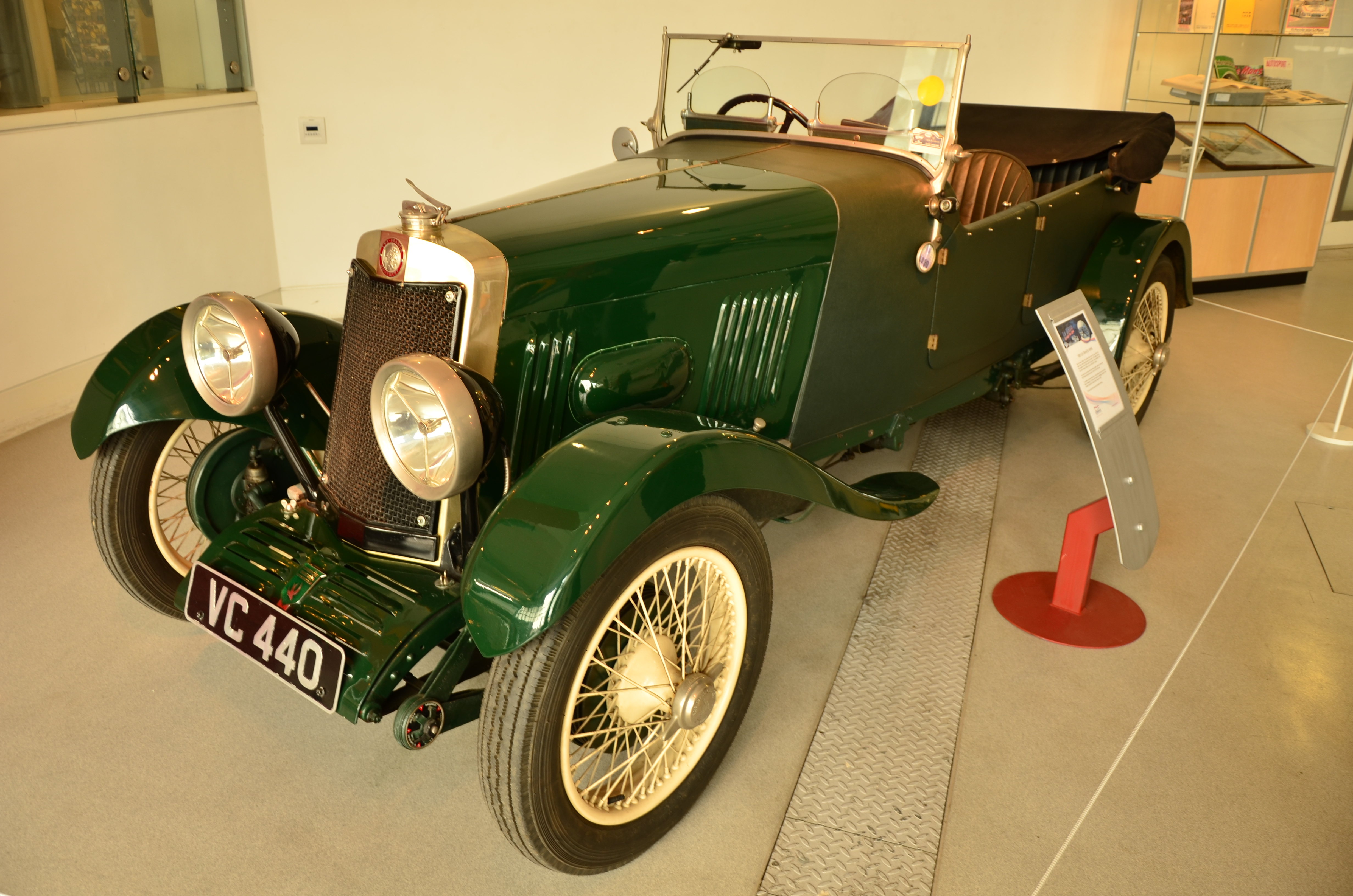
Lea-Francis S Type 12/50HP

У 1930 році «Лі-Френсіс» готують власну версію 6-циліндрової моделі. Мотор власної розробки, об'ємом 2.2 л, розвиває 60 сил. Для побудови перших моделей використовувалися подовжені шасі від моделі Р, але пізніше стали пропонувати і на укороченій базі цю модель, яка отримала ім'я Ace of Spades, що перекладається як «Піковий Туз».
У цьому ж році екіпаж спортивної команди повторив свій успіх на Ле-Мані, прийшовши в цей раз 6-ми в загальному заліку, пропустивши вперед тільки більш потужних суперників типу «Бентлі», «Тальбо» і «Альфа Ромео», і обійшовши в своєму класі таку знамениту марку, як «Бугатті», до речі, в цій гонці «здохло» відразу два компресорних «Бентлі»: Біркін і Бенджафілт намагалися вичавити все зі своїх машин в боротьбі з Карачіоллою, який їхав на компресорному «Мерседесі», до речі, Рудольфо теж зійшов з траси через поломки, але не компресора.
Але 1930 рік виявився критичним для фірми, оскільки почалася криза і величезні витрати на розробку нової моделі поставили фірму на грань банкрутства, в листопаді того року керуючим компанією був призначений Чарльз Тернер, який намагався зберегти фірму на плаву, але 4-циліндрові моделі серій S, V і W були зняті з виробництва в 1932 році, а єдиною машиною у виробничій програмі залишався «Туз Піки», який протримався до 1935 року. У 1935 році фірма змушена була закрити своє виробництво.
У липні 1937 року Джордж Лік купує фірму і реорганізовує її в Lea-Francis Engineering Limited, він також купує колишні виробничі приміщення фірми Triumph в Ковентрі і переносить виробничі потужності туди. Як партнер виступає Х'ю Роуз, який до цього працював на Віктора Райлі у фірмі Riley, і саме він розробив двовальні мотори для цієї фірми.

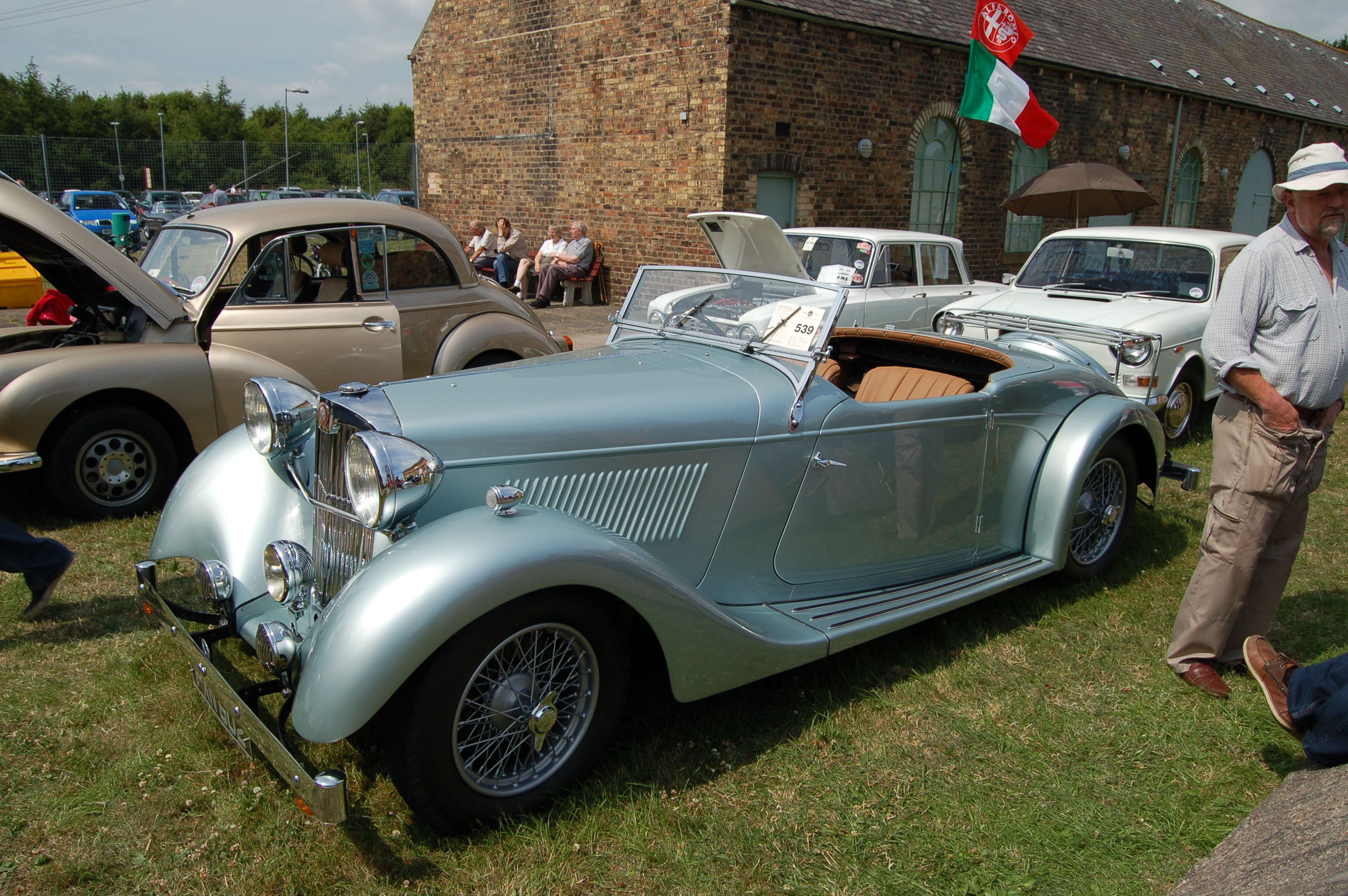
Lea-Francis Fourteen 12.9HP Corsica Drophead Coupe

У 1938 році Роуз здає проект в серію, автомобілі отримали DOHC мотори, об'ємом 1.5 л і 1.6 л, перший розвивав 48 сил, другий — 53, ці мотори дуже були схожі на ті, що він спроектував для «Райлі», але мали більш гострі кулачки і короткі шатуни. Нові машини отримали назви Twelve і Fourteen по податковій потужності.
Кузови поставляли фірми Carlton Carriage Co (дропхеди) і Avon Motor Bodies Ltd — седани (saloon), причому седани можна було замовити в двох варіантах, які називалися Four-light Saloon або Six-light Saloon, ці кузови відрізнялися тільки кількістю бічних вікон, що цікаво, ціна була на них одна і та ж.
Виробництво машин тривало до 1940 року, за цей час зуміли випустити всього 68 машин. У 1940 році, як і більшість британських фірм, Lea-Francis переключилася на військову програму.

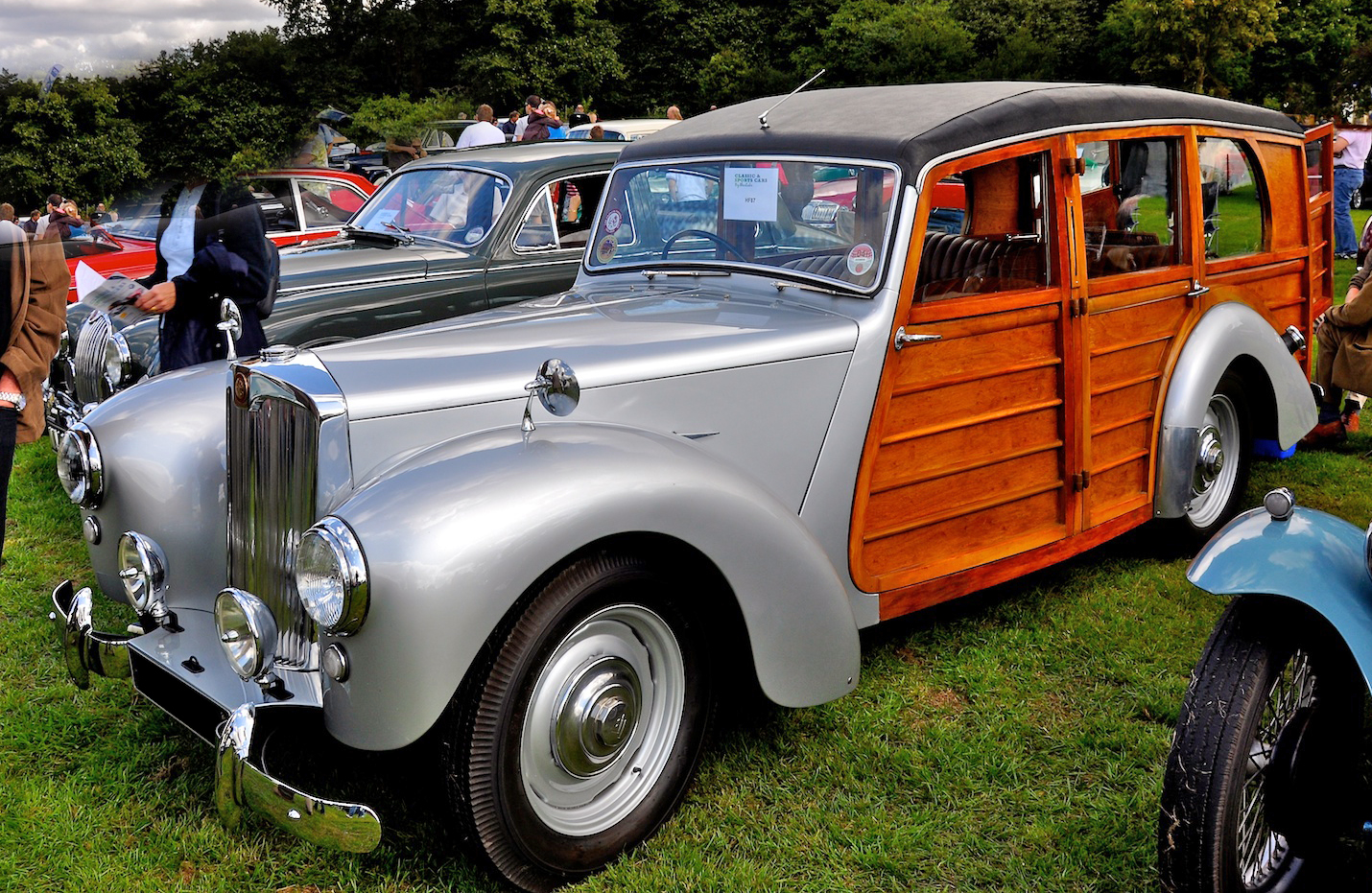
Lea-Francis 14HP Utility

Відновити виробництво автомобілів фірма змогла в березні 1946 року, це були довоєнні моделі, але якщо модель 12 залишилася без змін, то у 14 розточили двигун до 1.8 л, що дозволило з нього зняти 65 сил, з ним машина розвивала 120 км/год. Також модель 14 отримала в свою гамму новий кузов типу універсал, який називався Utility.
Відкриті кузови випали з запропонованої гами, а кузови типу седан, які тепер випускалися тільки в 4-віконному варіанті, поставляла фірма A.P. Aircraft Ltd, кузови для універсалів будувала Yapton Caravan Company. Машини з такими кузовами користувалися підвищеним попитом не тільки через їх універсальність, а й податковими послабленнями, оскільки відносились до вантажного транспорту.
У 1947 році базову 1.5 л модель зняли з виробництва, але спортивні команди могли цей мотор закуповувати для побудови своїх спортивних машин. Джек Тернер будував спортивні машини марки Turner, які виступали в Formula 2, потужність мотора довели до 89 сил, на одній з цих машин ганяв і Кен Роуз, син Х'ю Роуза, потім Х'ю встановить впорскування, взяте з авіаційного мотора, трохи почаклує над мотором (збільшивши клапани) і зніме з 1.5 л все 145 сил. Другою фірмою, яка використовувала 1.5 л мотори «Лі-Френсіса» була компанія Midget. Фахівці цієї фірми встановили на 1.5 л мотор чотири карбюратора Amals і отримали 118 сил.

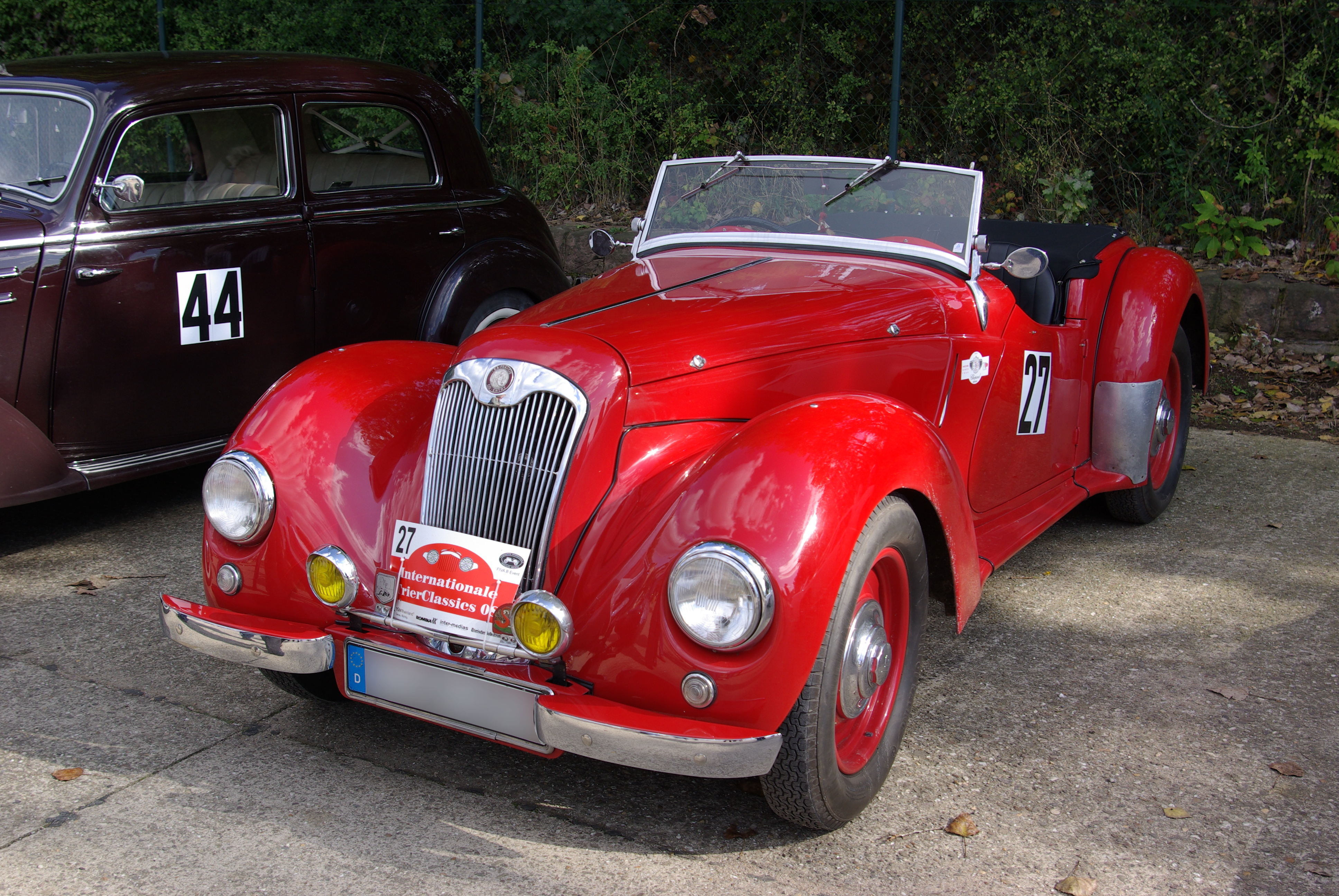
Lea-Francis 14HP Sport

Але восени дебютувала відкрита спортивна версія 12НР Sport, яку будували на заводі Lea-Francis, машина оснащувалася 1.5 л 64-сильним мотором, шасі були вкорочені в порівнянні з базовими моделями на 30 см, кузов мав обтічну форму з інтегрованими в крила фарами. Проте вже до кінця року цей кузов пропонували тільки з 1.8 л мотором, потужністю 77 сил, з ним машина розвивала 140 км/год.

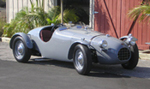
Connaught L3

У 1948 році фірма Connaught Engineering, яка перебуває у графстві Суррей, стала будувати свої спортивні машини на шасі 14HP. Мотор, об'ємом 1.8 л, був доопрацьований і спочатку він видавав 102 сили, ближче до 1950 року з нього знімали вже 122 к.с., ці машини брали участь в Formula 2, але без особливого успіху.

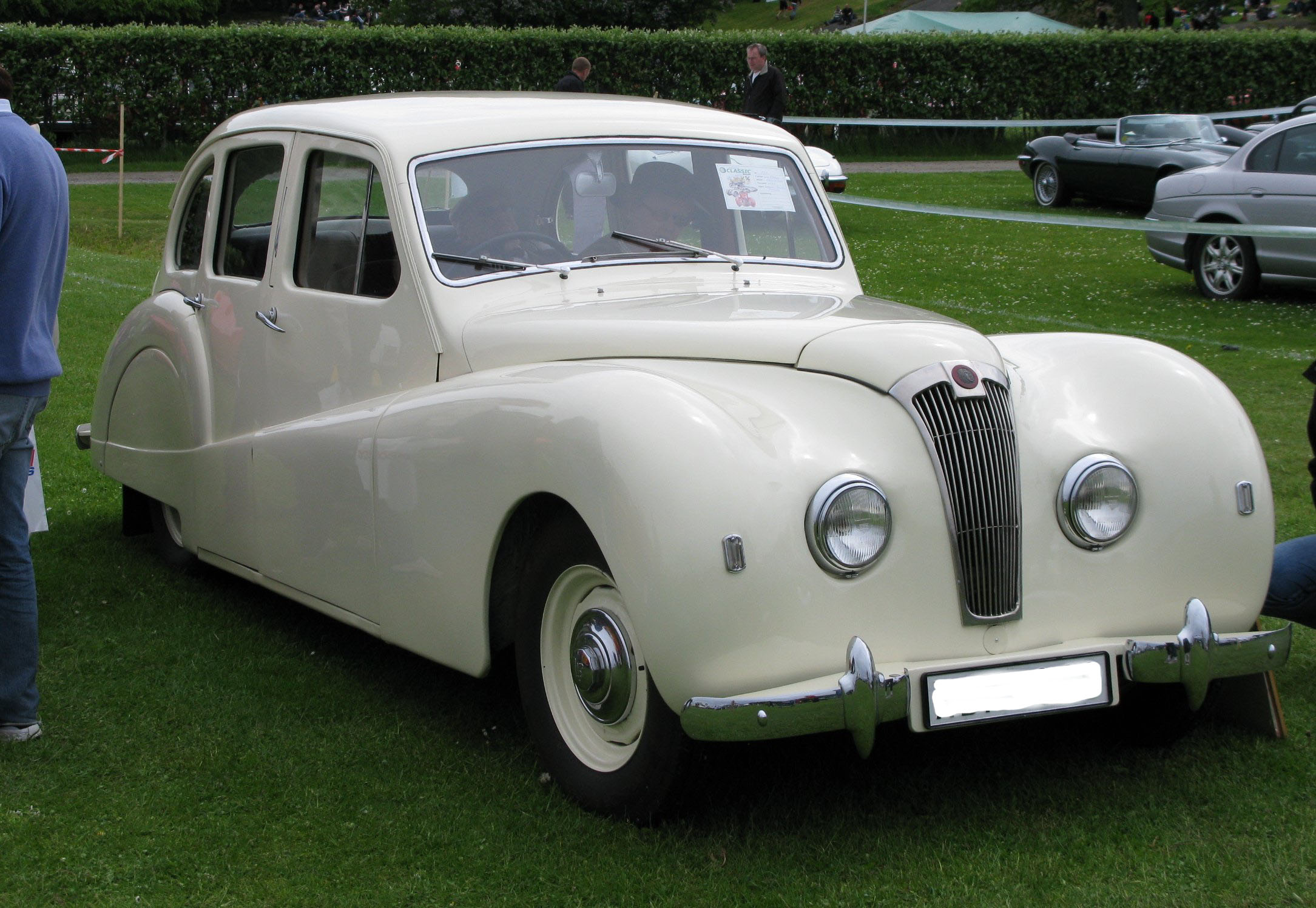
Lea-Francis 14/70 Six-Light Saloon

А в жовтні 1948 року в каталогах «Лі-Френсіс» тепер можна було побачити нові машини — 14/70 Six-Light Saloon і 14НР Westland. Перша машина мала передню незалежну підвіску, гідромеханічний привід гальм і сучасний обтічний кузов з 6-ма бічними вікнами. Цей солідний седан з потужністю в 70 сил розвивав 125 км/год і був найдорожчою серійною машиною у виробничій програмі.

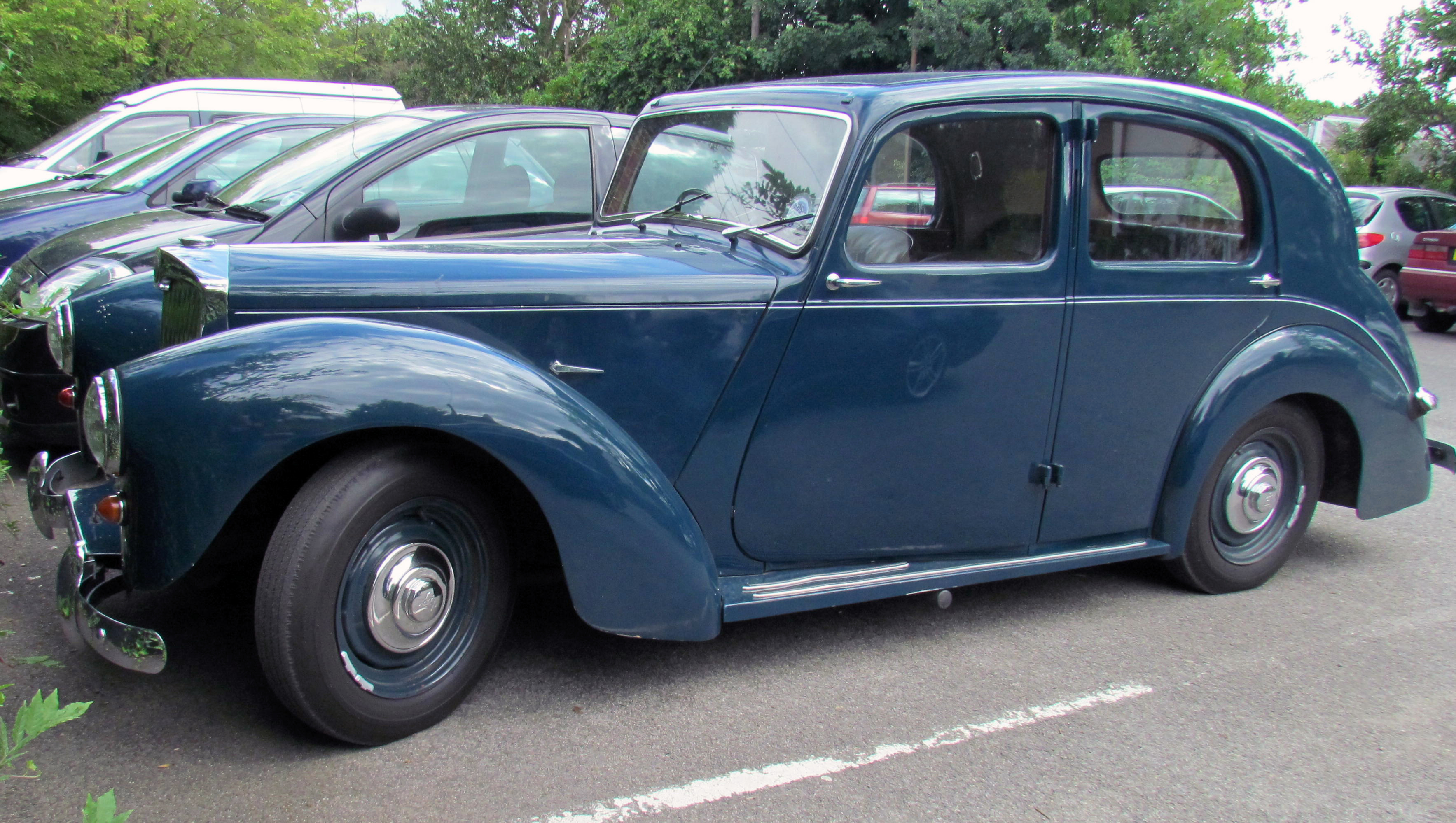
Lea-Francis 14НР Four-Light Saloon

Друга машина мала кузов купе і діаметрально протилежний стиль кузова, який будувався, до речі, авіаційною фірмою Westland Aero Company (ця компанія робила кузови і фірмі Healey). Це була розкішна модель, але на старій платформі, всього було побудовано 29 таких автомобілів.
У жовтні 1949 року припиняють виробництво моделі 14НР Sport, її змінює машина з цим же кузовом, але під капотом якої вже був 2.5 л мотор, потужністю 100 сил, ця машина отримала назву 2½ Litre Sports. Передня підвіска машини стала незалежною, а також з'явилися гідромеханічні гальма, які були запозичені з моделі 14/70. Оздоблення кузова і салону було багатшим колишньої моделі, але помітити це на око зможе тільки затятий фанат. На жаль, машина, яку робили вручну, виходила дуже дорогою, і була не в змозі конкурувати з більш доступними і масовими Jaguar XK120, які, до того ж, були більш швидкохідними, «Лі-Френсіс» міг розвинути всього 160 км/год, в той час як «Ягуар» — всі 190 км/год.
Крім іншого, незалежну передню підвіску і гідромеханічні гальма отримали інші моделі фірми, які випускалися: 14HP Four-Light Saloon і 14HP Westland, але підвіска універсала залишилася недоторканою до 1950 року. Також 2.5 л мотор встановили на 6-віконний кузов від 14НР Six-Light Salonn, його потужність в порівнянні зі Sport Tourer була дефорсованою до 95 к.с., однак дорогий седан не користувався особливим попитом і їх було побудовано всього 80 штук за весь час.

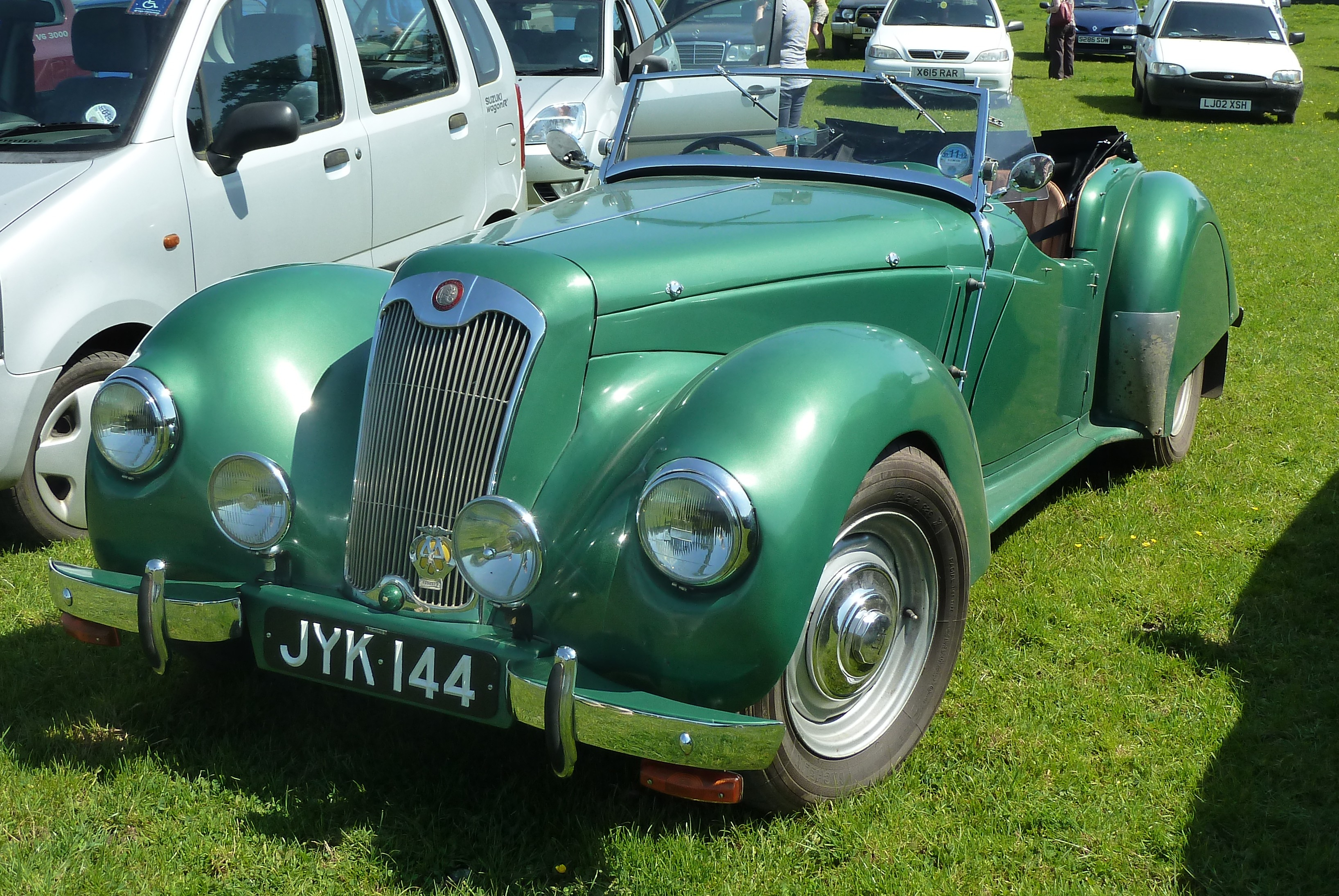
Lea-Francis 14HP Westland Sport Tourer

У 1950 році з виробництва зняли версію купе, проте фірма Westland продовжила співпрацю з Lea-Francis, вона стала поставляти відкриті кузови, які отримали назву Westland Sport Tourer, з 1.8 л мотором було побудовано 2 автомобілі, а з 2.5 л новим мотором була замовлена всього одна машина. До речі, ці машини отримали вузьку решітку радіатора, що викликало перегрів двигуна через брак повітря, і тому на всі 3 машини були встановлені додаткові масляні радіатори.
У тому ж році співпраця була припинена.

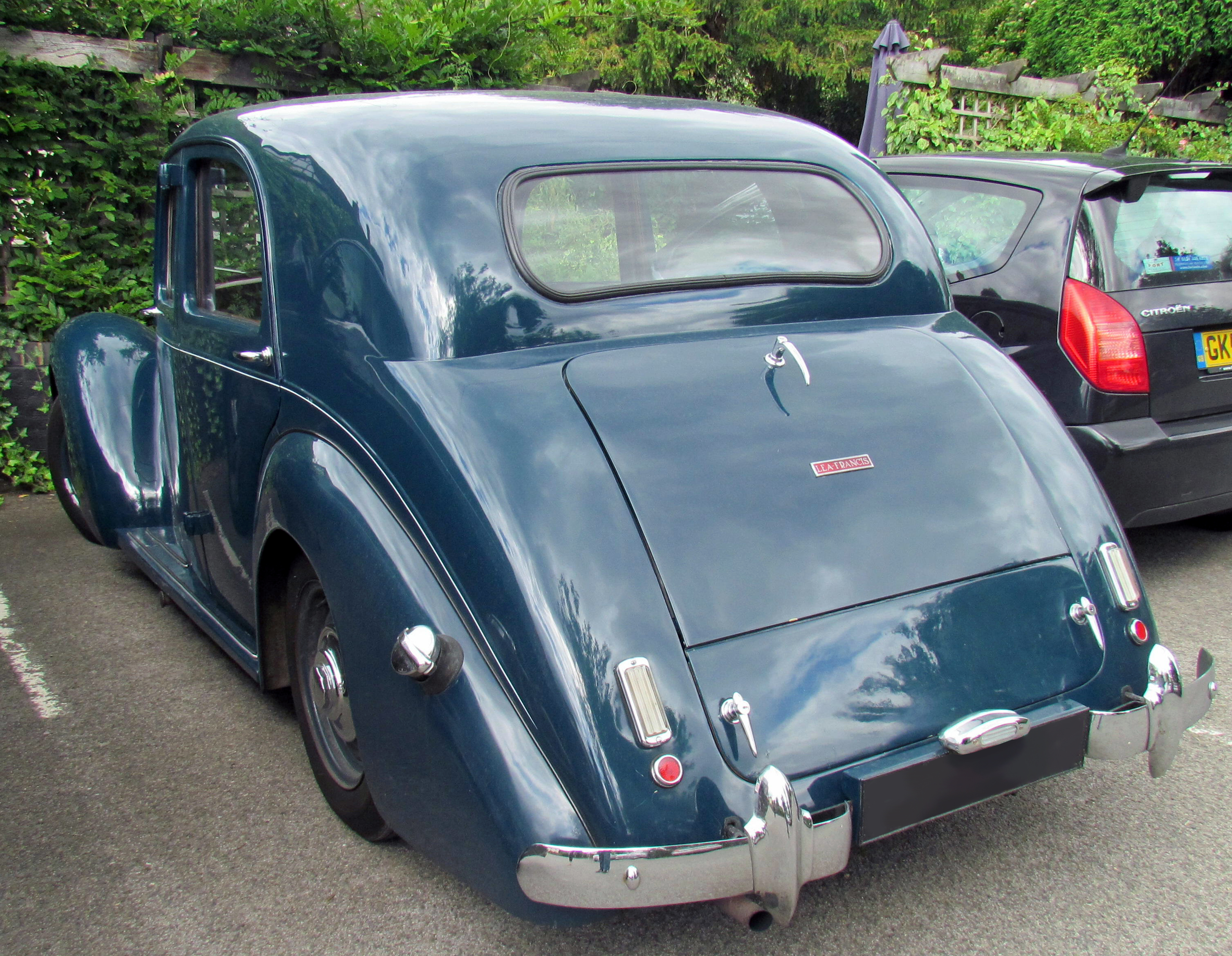
Lea-Francis 14НР Four-Light Saloon

У 1951 році базову модель 14НР Four-Light Saloon обновили, її шасі стали сидіти на 5 см нижче, радіатор був також поміщений нижче, що дозволило зробити більш низький капот, фари були вбудовані в крила, незабаром такі ж шасі і оформлення передка отримала версія з кузовом універсал. До речі, на базі універсала стали будувати 2-місний вантажний варіант — Van, у якого не було додаткових бічних дверей. Модель 14/70 була знята з виробництва, залишивши право володіти 6-віконним кузовом тільки 2.5-літрову версію.
Тим часом справи фірми тільки погіршувалися, оскільки Jaguar випустив багато моделей, які перевершували автомобілі Lea-Francis в технічному плані, і при цьому були на порядок дешевшими цього штучного товару. У 1953 році фірма вже не змогла собі дозволити виставитися на автошоу, тоді ж було припинено виробництво всіх варіантів моделі 14НР, а також 18НР у версії Sport. Останній автомобіль цієї марки зійшов в 1954 році, це був 18НР Six-Light Saloon. З цього моменту фірма займалася тільки виробництвом запчастин для своїх машин і обслуговуванням автомобілів своєї марки, але в 1958 році була закрита остання офіційна станція обслуговування. Паралельно компанія займалася інжиніринговими розробками і допомагала, наприклад, фірмі York Noble сконструювати 3-колісний так званий Bubble-Car.

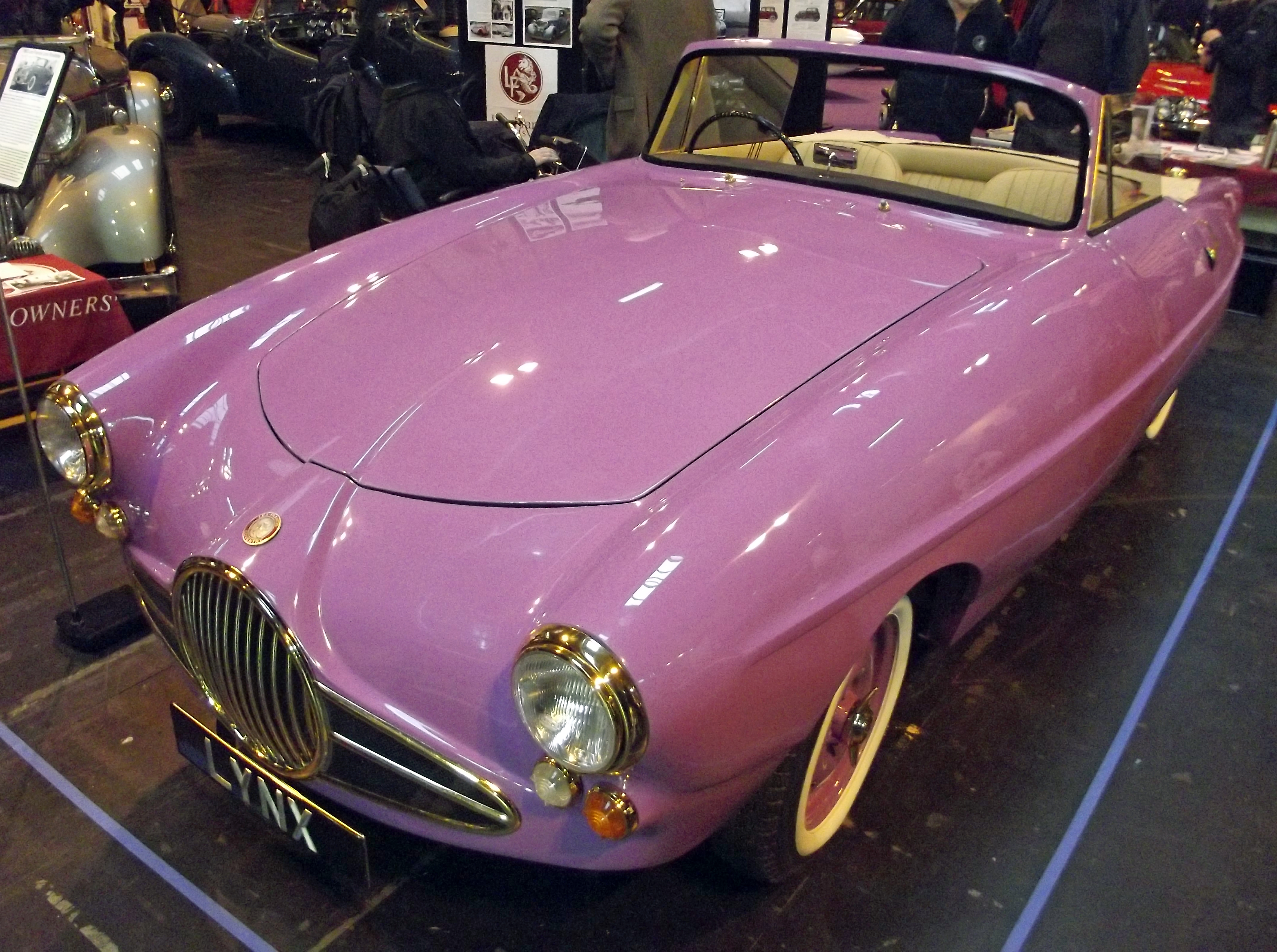
Lea-Francis Leaf-Lynx

У 1960 році фірма вирішила нагадати про себе. До виставки Earls Court Motor Show в терміновому темпі, за 6 місяців, був спроектований новий автомобіль, за основу взяли шасі 1948 модельного ряду. На ці шасі встановили дискові гальма всіх коліс від Dunlop і рульову рейку, мотор був запозичений від великого седана Zephyr британського відділення фірми Ford, його мотор, об'ємом 2.6 л, мав 6 циліндрів і розвивав 107 сил. Робітники фірми «Лі-Френсіс», встановивши на цей мотор 3 карбюратора SU, змогли зняти з нього 135 сил, цей двигун агрегатуватися з 4-ступінчастою коробкою передач від Triumph TR3, що дозволило за допомогою цієї пари механізмів розвинути швидкість в 193 км/год. Було побудовано три автомобілі з кузовом родстер, проте через високу ціну автомобіля і поганий дизайн, який був не висміяний тільки ледачим, жодної машини не зуміли реалізувати.
Намагаючись реабілітуватися, фірма береться за проектування купе і седанів з V8 від Chrysler, які отримали назву Crusader і Francisca, однак обидва проекти не були доведені до кінця.

## Припинення виробництва автомобілів. Закриття компанії
Вкладені в ці проекти гроші сильно вдарили по фірмі, і вона оголосила себе банкрутом, керуючим був призначений пан Бенфілд, в 1962 році завод і частина устаткування були продані фірмі Quinton Hazell Ltd, а права на марку і залишки запчастин викупив ентузіаст на ім'я Баррі Прайс. Прайс став офіційно продавати і реставрувати автомобілі марки Lea-Francis.

## Спроби відродження марки
У 1976 році він почав роботу над проектуванням нової моделі цієї марки, на підмогу йому прийшов його друг Пітер Енгельбах. Вони спроектували раму сходового типу з квадратних труб, кузов був повністю виготовлений вручну з алюмінію, технічним донором став Jaguar XJ6 Series II з 3.4 л мотором і 4-ступінчастою коробкою передач. Перший зразок був готовий в 1980 році. У 1988 році фірма переїхала в Стадлі, і тоді ж представила свою новинку — модель Ace Of Spades, за астрономічною ціною в 300 000 фунтів, жоден Rolls-Royce або близький по духу цій машині Bristol Blenheim не вартували таких грошей.
До 1992 року знайшлося тільки три багатих фаната, які побажали мати таку машину, причому один з них був жителем Бельгії, він замовив машину з лівим розташуванням керма. У 1992 році Баррі побудував 2 машини на подовженому шасі: купе, яке тепер вміщало 4 людини, і новинку з кузовом кабріолет. У підсумку, продавши 5 машин, замовлень більше не надходило.

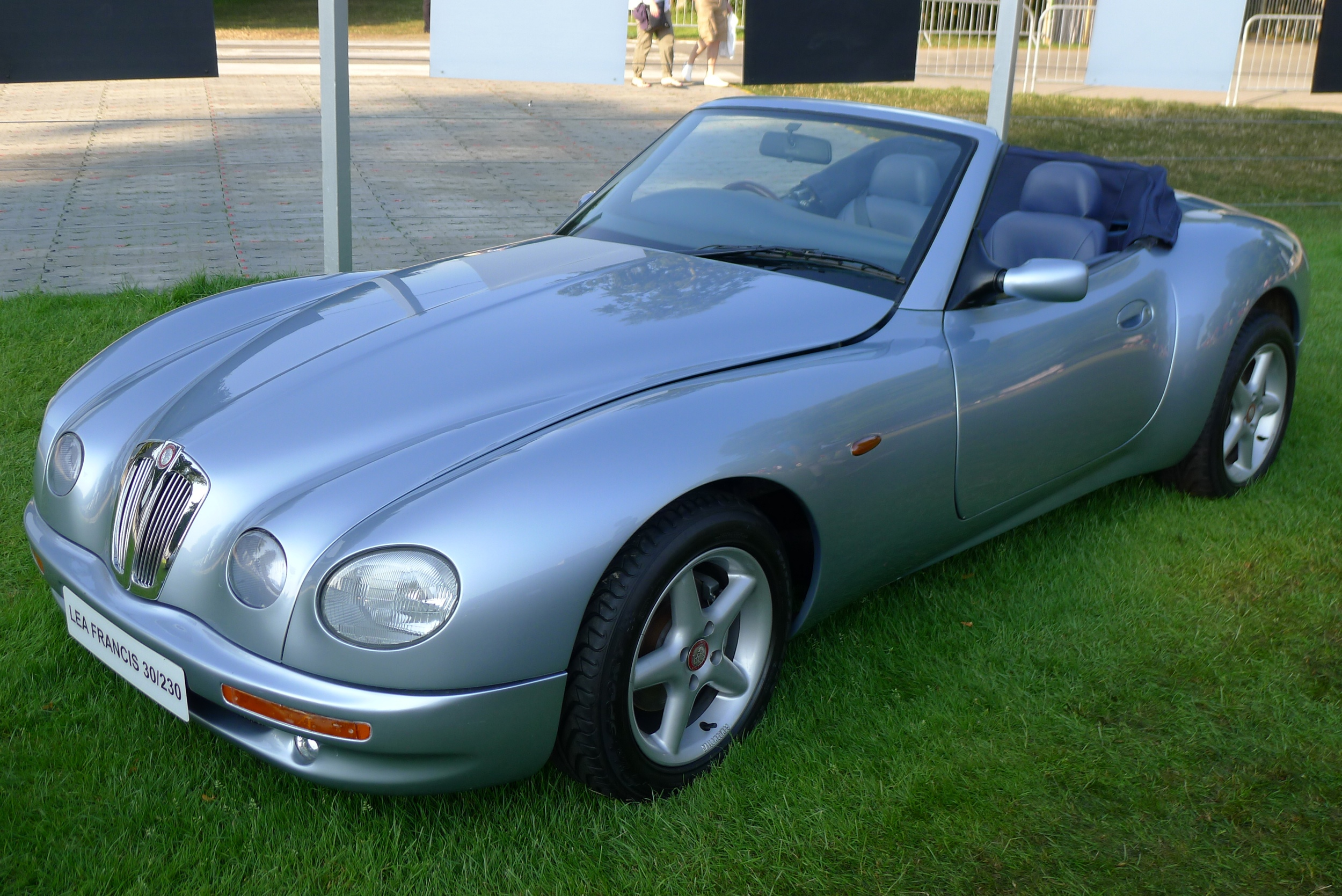
Lea-Francis 30/230 Sports Car

У 1996 році один з «батьків» Jaguar XJ220 — Джим Рендл узявся за будівництво прототипу для фірми Lea-Francis. У 1998 році відбулася прем'єра машини, яка отримала назву 20/320. На алюмінієву основу, яку проектували за допомогою 3-вимірних програм на комп'ютерах, встановили алюмінієвий кузов, під капотом ховався 3.0 V6 фірми «Опель», потужністю становила 235 к.с.. Що цікаво, спеціально для цієї машини Рендл спроектував активну задню підвіску, яку запатентував. Але, на жаль, через нехватку засобів на запуск автомобіля в серію ця машина так і залишилася єдиною, що побачила світ.
За весь цей час було випущено не більше 10 000 автомобілів цієї марки, і ходять чутки, що можливо скоро знову вона відродиться.

## Список автомобілів Lea-Francis
- 1905 — Lea-Francis 15HP
- 1920 — Lea-Francis 11.9HP
  - Lea-Francis 13.9HP
- 1922 — Lea-Francis С Type
- 1923 — Lea-Francis D Type
- 1924 — Lea-Francis E Type
  - Lea-Francis F Type
  - Lea-Francis H Type
- 1925 — Lea-Francis G Type
  - Lea-Francis I Type
  - Lea-Francis J Type
  - Lea-Francis K Type
  - Lea-Francis L Type
  - Lea-Francis M Type
- 1926 — Lea-Francis Kirkstone
  - Lea-Francis 1LFS
- 1927 — Lea-Francis 2LFS
  - Lea-Francis P Type
  - Lea-Francis O Type
- 1928 — Lea-Francis S Type
- 1929 — Lea-Francis V Type
  - Lea-Francis W Type
- 1930 — Lea-Francis Ace of Spades
- 1938 — Lea-Francis 12HP
  - Lea-Francis 14HP
- 1946 — Lea-Francis 14HP Utility
- 1947 — Lea-Francis 12HP Sport
  - Lea-Francis 14HP Sport
- 1948 — Lea-Francis 14/70
- 1949 — Lea-Francis 2½ Litre Sports
  - Lea-Francis 18HP